# Barbara Zakrzewska

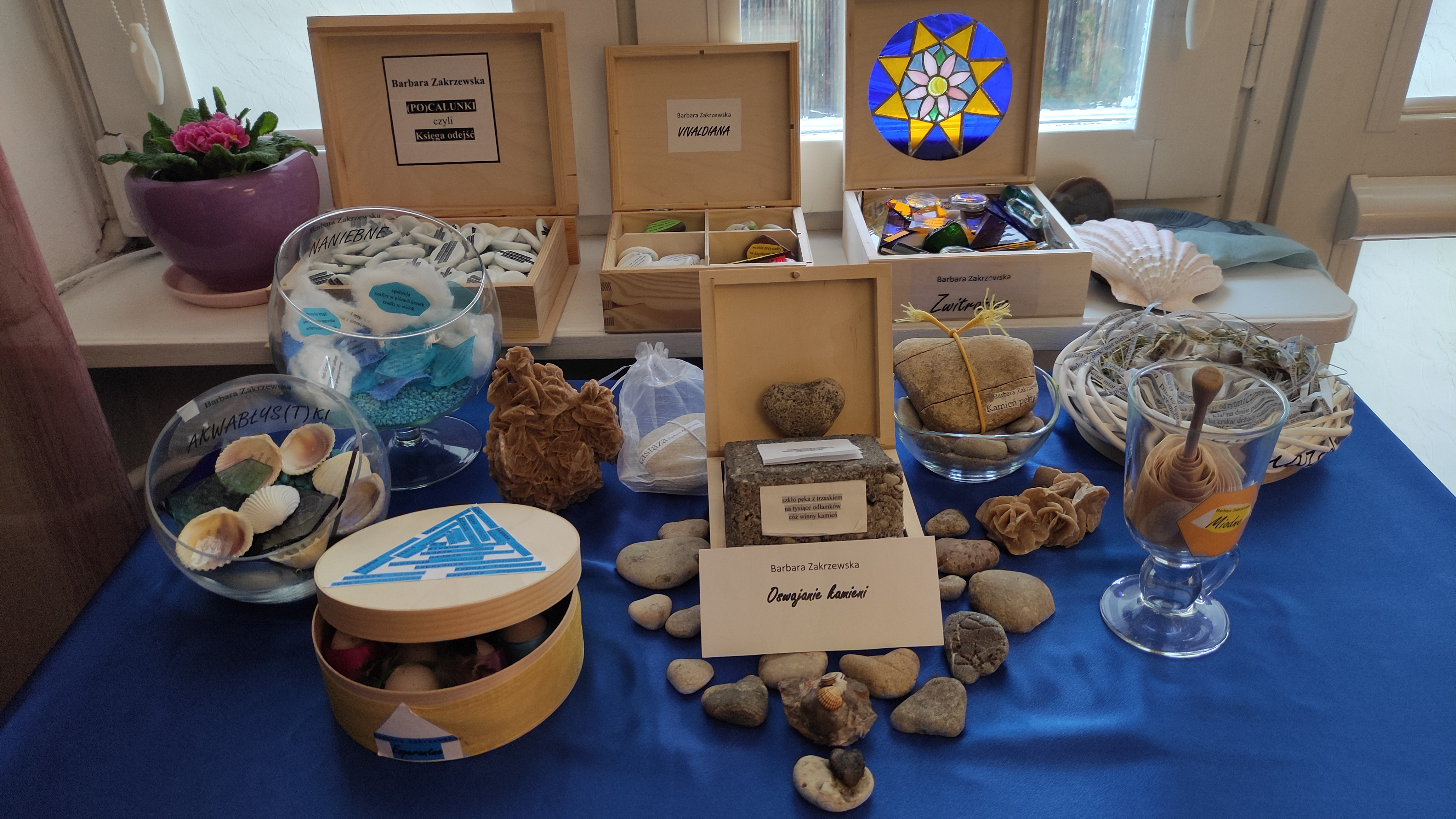
Dzieł(k)a i artefakty liberackie Barbary Zakrzewskiej

Barbara Zakrzewska (ur. 3 grudnia 1958 w Warszawie) – nauczycielka, pisarka, entuzjastka liberatury, haiku i eksperymentów literackich, animatorka działań liberackich.

## Życiorys
Córka Izydora i Marii z d. Wojnar. W latach 1965–1973 uczęszczała do SP nr 2 w Ostrołęce, w latach 1973–1977 do I Liceum Ogólnokształcącego im. gen. J. Bema w Ostrołęce. Ukończyła filologię rosyjską na Uniwersytecie Łódzkim (1977–1982), gdzie brała udział w strajkach studenckich w 1981. Pracę magisterską obroniła z wynikiem celującym u prof. Janusza Riegera. Studiowała podyplomowo filologię polską dla rusycystów w Wyższej Szkole Pedagogicznej im. J. Kochanowskiego w Kielcach (1986–1988), edukację polonistyczną w nowej szkole (1999–2000) w Ośrodku Doskonalenia Nauczycieli w Olsztynie oraz bibliotekoznawstwo i informację naukową na Uniwersytecie Warmińsko-Mazurskim w Olsztynie (2004–2006). Po kursach języka angielskiego (w Ośrodku Doskonalenia Kadr Technicznych przy Radzie Oddziału Łódzkiego NOT w latach 1981–1982 i w Szkole Języków Obcych Alma Mater w Ostrołęce w latach 1990–1995) w 1992 zdała egzamin kwalifikujący do nauczania j. angielskiego, a następnie egzaminy międzynarodowe, uzyskując First Certificate in English (1992) i Certificate in Advanced English (1997).
Pracowała jako nauczycielka: w Zbiorczej Szkole Gminnej w Czarni (język polski, rosyjski, plastyka, 1982–1984), później w Szkole Podstawowej nr 4 i Zespole Szkół nr 4 w Ostrołęce (język polski, 1984–2010) oraz w Szkole Języków Obcych Alma Mater w Ostrołęce (język angielski, 1996–2009). Należała do ZNP (1985–2010). Od 2018 należy do Towarzystwa Przyjaciół Ostrołęki. Recenzuje wybrane publikacje i prowadzi spotkania, np. „Porozmawiajmy o liberaturze”, „Od haiku Issy do liberatury Barbary Zakrzewskiej”. Od 2022 jest wikipedystką, tworzy głównie biogramy literatów, plastyków, aktorów, animatorów życia kulturalnego, historyków, zasłużonych nauczycieli, księży, żołnierzy, w tym niezłomnych.
Od 2014 promuje dzieła literackie w bibliotekach, szkołach i przedszkolach, w Multimedialnym Centrum Natura w Ostrołęce i w innych placówkach. Prowadzi warsztaty liberacko-ekologiczne z elementami performance’u. Tworzy haiku i miniatury. Jej teksty literackie i publicystyczne ukazywały się w „Tygodniku Ostrołęckim”, „Parnasiku”, „Wiadomościach Ostrołęckich”, „Kurpiach”, „Przydrożach” (eseje, recenzje), „Toposie”, „Tygodniku Zamojskim”, trzech albumach Kapliczki kurpiowskie Teresy Piórkowskiej-Ciepierskiej, Zeszycie 10 TPO „Ostrołęka pełna wspomnień”, albumach po Plenerach Malarsko-Literackich im. Stanisława Skolimowskiego oraz w tomikach pokonkursowych i w Internecie.

## Publikacje
Poezja:
- Drobinki wieczności, Towarzystwo Przyjaciół Ostrołęki, Ostrołęka 2004, ISBN 83-88169-33-5.
- Ziarna chwil, Towarzystwo Przyjaciół Ostrołęki, Ostrołęka 2009, ISBN 978-83-88169-58-8.
- Nadnarwiański piasek, Towarzystwo Przyjaciół Ostrołęki, Ostrołęka 2012, ISBN 978-83-88169-83-0.
- Ikebana, Miniatura, Kraków 2016, ISBN 978-83-8052-142-1.
- I(nk)luzje, Towarzystwo Przyjaciół Ostrołęki, Ostrołęka 2020 (liberacki tom łączący poezję i prozę poetycką), ISBN 978-83-64200-51-5.
- I(nk)luzje, LIBERUS, Ostrołęka 2022, ISBN 978-83-964707-0-6.
- Ostrołęckie kartki z nadzieją na... 12 pocztówek w obwolucie – seria „Ptaki” (semirealizm) z projektu „Pięćdziesiąt pamiątek na 650-lecie Ostrołęki”, LIBERUS, Ostrołęka 2022.

Proza:
- Sylwia rerum, Towarzystwo Przyjaciół Ostrołęki, Ostrołęka 2018 (sylwa współczesna o cechach liberackich), ISBN 978-83-64200-38-0.
- Na ścieżkach pamięci. 100 lat Szkoły Podstawowej nr 4 w Ostrołęce jak w kalejdoskopie, SP4, 2018 ISBN 978-83-951429-1-8.
- Fasetowe dusze, LIBERUS, Ostrołęka 2024 (sylwa współczesna o cechach liberackich z Kulinarnym rozchodnikiem – zakładką liberacką), oprawa twarda: ISBN 978-83-964707-2-0, oprawa miękka: ISBN 978-83-964707-1-3.

Poezja w antologiach:
- Poetycki almanach Kurpiowszczyzny, Towarzystwo Przyjaciół Ostrołęki, Ostrołęka 2009, ISBN 83-88169-19-X.
- W stronę haiku, Autorskie Galerie Sztuki Marcina Niziurskiego, 2016, ISBN 978-83-927222-5-0.
- Pamięć – niepamięć, Autorskie Galerie Sztuki Marcina Niziurskiego, 2016, ISBN 978-83-927222-8-1.
- Po obu stronach, Autorskie Galerie Sztuki Marcina Niziurskiego, 2016, ISBN 978-83-945212-0-2.
- Lepiej gdybać…, Autorskie Galerie Sztuki Marcina Niziurskiego, 2016, ISBN 978-83-945212-0-2.
- Ciemnorzeki, Autorskie Galerie Sztuki Marcina Niziurskiego, 2016, ISBN 978-83-945212-3-3.
- W stronę haiku 2, Autorskie Galerie Sztuki Marcina Niziurskiego, 2017, ISBN 978-83-945212-4-0.
- Łączy nas las (też proza Kraska), Muzeum Kultury Kurpiowskiej, Ostrołęka 2022, ISBN 978-83-953620-9-5.

Redakcja wspólnie z Zespołem Humanistycznym Zespołu Szkół nr 4, później SP nr 4 w Ostrołęce:
- Spacery wśród słów, Zespół Szkół nr 4 w Ostrołęce, 2004 (antologia wierszy uczniów i absolwentów SP4 i ZS4 w Ostrołęce, wznowiona w 2008 – wydanie okolicznościowe dla upamiętnienia 90. rocznicy powstania Szkoły Podstawowej nr 4 w Ostrołęce)
- Spacery wśród słów 2, SP4, 2018 (antologia wierszy uczniów SP 4 oraz Gimnazjum nr 4 w Ostrołęce – wydanie jubileuszowe z okazji 100-lecia SP nr 4 w Ostrołęce), ISBN 978-83-951429-0-1.
- Na ścieżkach pamięci. 100 lat Szkoły Podstawowej nr 4 w Ostrołęce jak w kalejdoskopie, SP4, 2018 (liberacka proza wspomnieniowa, praca zbiorowa wg pomysłu Barbary Zakrzewskiej zamiast monografii szkoły), ISBN 978-83-951429-1-8.

## Odznaczenia
- Srebrny Krzyż Zasługi (21 lipca 2000)[5]
- Medal Komisji Edukacji Narodowej (27 czerwca 2002)[5]

## Nagrody
Wielokrotnie nagradzana w ogólnopolskich konkursach literackich, m.in.:
- III Małopolska Nagroda Poetycka „Źródło” w I edycji (2017)[23][24];
- III nagroda w 38. Ogólnopolskim Konkursie Poetyckim im. Haliny Poświatowskiej (2017)[25];
- Nagroda Dyrektora Ostrowskiego Centrum Kultury w 13. Ogólnopolskim Konkursie Poetyckim „Struna Orficka” im. Wojciecha Bąka (wiersze opublikowano w „Toposie”) (2018);
- Grand Prix Marszałka Województwa Pomorskiego w XXXIII Ogólnopolskim Konkursie Literackim im. Mieczysława Stryjewskiego (2018)[26];
- III nagroda w XII Ogólnopolskim Konkursie Literackim „O Pióro Reymonta” (2018)[27];
- II nagroda w Ogólnopolskim Konkursie Poetyckim XXIV Piastowskiej Biesiady Poetyckiej (2017)[28];
- I miejsce w XXXV Ogólnopolskim Konkursie Literackim im. Józefa Ignacego Kraszewskiego w kategorii PROZA (2019)[29];
- I nagroda w XV Ogólnopolskim Konkursie Literackim pod hasłem „Zbiorę wszystkich przyjaciół i serce przed nimi otworzę.....” w kategorii wiersze dla dzieci (2019)[30];
- III Nagroda w Dziedzinie Poezji w XIV Ogólnopolskim Konkursie Literackim im. Stanisława Grochowiaka (2020)[31].